# Miss Columbia

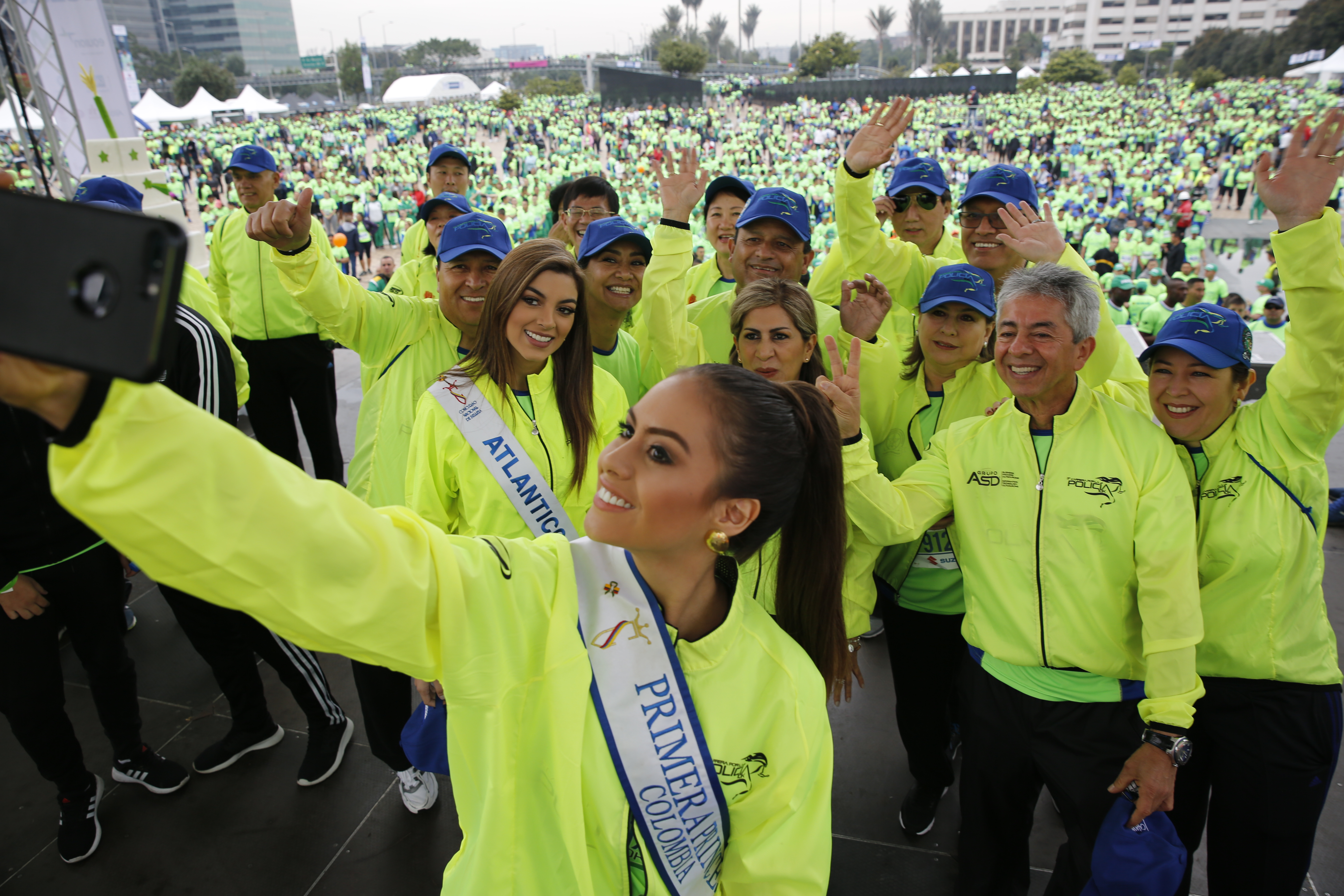
Yenifer Hernández și Tica Martínez făcând o poză la Miss Columbia

Miss Columbia (Concurso Nacional de Belleza de Colombia) este un concurs de frumusețe național care se ține din anul 1937 aproape anual în Columbia. La concurs port participa numai femei necăsătorite, primele clasate pot participa la concursurile internaționale Miss Universe și Miss International.

## Câștigătoarele titlului între anii 1934 - 1957
- 1934 - Yolanda Emiliani Román (Bolívar)
- 1947 - Piedad Gómez Román (Bolívar)
- 1949 - Myriam Sojo Zambrano (Atlántico)
- 1951 - Leonor Navia Orjuela (Valle del Cauca)
- 1953 - Luz Marina Cruz Lozada (Valle del Cauca)
- 1955 - Esperanza Gallón Domínguez (Santander)
- 1957 - Doris Gil Santamaría (Antioquia)

## Câștigătoarele titlului din anul 1958 până în prezent
| - 1958 - Luz Marina Zuluaga (Caldas) - 1959 - Stella Márquez Zawadsky (Nariño) - 1961 - Sonia Heidman Gómez (Bolívar) - 1962 - Martha Ligia Restrepo González (Atlántico) - 1963 - Leonor Duplat San Juan (Cúcuta/Norte de Santander) - 1964 - Martha Cecilia Calero Córdoba (Cali/Valle del Cauca) - 1965 - Edna Margarita Rudd Lucena (Ibagué/Tolima) - 1966 - Elsa Garrido Cajiao (Cauca) - 1967 - Luz Elena Restrepo González (Atlántico) - 1968 - Margarita María Reyes Zawadsky (Valle del Cauca) - 1969 - María Luisa Riasco Velásquez (Antioquia) - 1970 - Piedad Mejía Trujillo (Caldas) - 1971 - María Luisa Lignarolo Martínez (Atlántico) - 1972 - Ana Lucía Agudelo Correa (Valle del Cauca) - 1973 - Ella Cecilia Escandón Palacios (Santander) - 1974 - Martha Lucía Echeverry Trujillo (Valle del Cauca) - 1975 - María Helena Reyes Abisambra (Bogotá) - 1976 - Aura María Mojica Salcedo (Valle del Cauca) - 1977 - Shirley Sáenz Starnes (Bogotá) - 1978 - Ana Milena Parra Turbay (Santander) - 1979 - María Patricia Arbeláez (Antioquia) - 1980 - Nini Johanna Soto González (Santander) - 1981 - María Teresa Gómez Fajardo (Antioquia) - 1982 - Julie Pauline Sáenz Starnes (Bogotá) - 1983 - Susana Caldas Lemaitre (Bolívar) - 1984 - Sandra Borda Caldas (Bolívar) | - 1985 - María Mónica Urbina Plugiesse (Guajira) - 1986 - Patricia López Ruíz (Antioquia) - 1987 - Diana Patricia Arévalo Guerra (Santander) - 1988 - María Teresa Eugorrola Hinojosa (Guajira) - 1989 - Lizeth Yamile Mahecha Arévalo (Atlántico) - 1990 - Maribel Gutiérrez Tinoco (Atlántico) - 1991 - Paola Turbay Gómez (Bogotá) - 1992 - Paula Andrea Betancur Arroyave (Amazonas) - 1993 - Carolina Gómez Correa (Bogotá) - 1994 - Tatiana Castro Abuchaibe (Cesar) - 1995 - Lina María Gaviria Forero (Meta) - 1996 - Claudia Elena Vásquez Ángel (Antioquia) - 1997 - Silvia Fernanda Ortiz Guerra (Santander) - 1998 - Marianella Maal Paccini (Atlántico) - 1999 - Catalina Inés Acosta Albarracín (Cundinamarca) - 2000 - Andrea María Noceti Gómez (Cartagena) - 2001 - Vanessa Alexandra Mendoza Bustos (Chocó) - 2002 - Diana Lucia Mantilla Prada (Santander) - 2003 - Catherine Daza Manchola (Valle del Cauca) - 2004 - Adriana Cecilia Tarud Durán (Atlántico) - 2005 - Valerie Domínguez Tarud (Atlántico) - 2006 - Eileen Roca Torralvo (Cesar) - 2007 - Taliana Maria Vargas Carrillo (Magdalena) - 2008 - Michelle Rouillard Estrada (Cauca) - 2009 - Natalia Navarro Galvis (Bolivar) - 2010 - María Catalina Robayo Vargas (Valle) |